# Віняйш
Віня́йш (порт. Vinhais; МФА: [vi.ˈɲajʃ]) — муніципалітет і містечко в Португалії, в окрузі Браганса. Розташований у північно-східній частині країни, на теренах історичної португальської провінції Трансмонтана. Належить до Брагансько-Мірандської діоцезії Католицької церкви в Португалії. Права міського самоврядування має з 1253 року. Поділяється на 26 парафій. За адміністративним поділом, чинним до 1976 року, був складовою провінції Трансмонтана і Верхнє Дору. Площа муніципалітету — 694,76 км², населення муніципалітету — 9066 ос. (2011); густота населення — 13,05 осіб/км²
. Патрон — Діва Марія. Святковий день муніципалітету — 20 травня. Поштовий індекс — 5320.  Код місцевої адміністративної одиниці — 0412. Складова статистичного регіону Північ.

## Назва
- Віняйш (порт. Vinhais, стара орфографія: порт. Vinhaes) — сучасна португальська назва.

## Географія
Віняйш розташований на північному сході Португалії, на півночі округу Браганса, на португальсько-іспанському кордоні.
Містечко розташоване за 20 км на захід від адм.центру округу міста Браганса.
Віняйш межує на північному заході й півночі з Іспанією, на сході — з муніципалітетом Браганса, на півдні — з муніципалітетами Маседу-де-Кавалейруш і Мірандела, на заході — з муніципалітетами Валпасуш і Шавеш.

## Історія
1253 року португальський король Афонсу III надав Віняйшу форал, яким визнав за поселенням статус містечка та муніципальні самоврядні права.

## Населення
| Кількість мешканців | Кількість мешканців | Кількість мешканців | Кількість мешканців | Кількість мешканців | Кількість мешканців | Кількість мешканців | Кількість мешканців | Кількість мешканців | Кількість мешканців | Кількість мешканців | Кількість мешканців | Кількість мешканців | Кількість мешканців | Кількість мешканців |
| ------------------- | ------------------- | ------------------- | ------------------- | ------------------- | ------------------- | ------------------- | ------------------- | ------------------- | ------------------- | ------------------- | ------------------- | ------------------- | ------------------- | ------------------- |
| 1864                | 1878                | 1890                | 1900                | 1911                | 1920                | 1930                | 1940                | 1950                | 1960                | 1970                | 1981                | 1991                | 2001                | 2011                |
| 19 928              | 20 554              | 20 185              | 19 842              | 20 236              | 18 427              | 19 525              | 23 228              | 23 378              | 26 577              | 18 095              | 16 142              | 12 727              | 10 646              | 9 066               |

## Парафії
- Агрошан
- Алваредуш
- Кандеду
- Селаш
- Куропуш
- Едрал
- Едроза
- Ерведоза
- Фрезулфе
- Мофрейта
- Моймента
- Монтоту
- Нунеш
- Озілян
- Пасо
- Пеняш-Жунташ
- Піньєйру-Нову
- Кіраш
- Реборделу
- Санта-Круш
- Санталя
- Сан-Жоміл
- Собрейро-де-Байшу
- Суейра
- Траванка
- Туйзелу
- Вале-даш-Фонтеш
- Вале-де-Жанейру
- Віла-Боа-де-Озілян
- Віла-Верде
- Вілар-де-Ломба
- Вілар-де-Оссуш
- Вілар-де-Перегрінуш
- Вілар-Секу-де-Ломба
- Віняйш